# Thoracibidion tomentosum
Thoracibidion tomentosum är en skalbaggsart som beskrevs av Martins 1960. Thoracibidion tomentosum ingår i släktet Thoracibidion och familjen långhorningar.
Artens utbredningsområde är:
- Panama.
- Venezuela.

Inga underarter finns listade i Catalogue of Life.